# Chaudefontaine, Doubs
Chaudefontaine là một xã của tỉnh Doubs, thuộc vùng Bourgogne-Franche-Comté, miền đông nước Pháp.

## Dân số
Điều tra dân số năm 1999, xã này có dân số là 208.
Ước lượng năm 2007 là 222.